# Dävelsöfjärdens naturreservat
Dävelsöfjärdens naturreservat är ett naturreservat i Värmdö kommun i Stockholms län.
Området är naturskyddat sedan 1972 och är 11 hektar stort. Reservatet omfattar flera öar i Stockholms skärgård bevuxna med gles tallskog med visst inslag av lövträd.